# (3178) Yoshitsune
(3178) Yoshitsune est un astéroïde de la ceinture principale.

## Description
(3178) Yoshitsune est un astéroïde de la ceinture principale. Il fut découvert le 21 novembre 1984 à Toyota par Kenzo Suzuki et Takeshi Urata. Il présente une orbite caractérisée par un demi-grand axe de 2,72 UA, une excentricité de 0,38 et une inclinaison de 6,8° par rapport à l'écliptique.

## Compléments